# 杜氏下鱵魚
杜氏下鱵魚（学名：Hyporhamphus dussumieri），俗名水針，为鱵科下鱵鱼属的鱼类。分布于印度洋非洲东岸、东南到南太平洋社会群岛、北至琉球群岛以及台湾海峡及南海诸岛等海域等，属于暖水性近海鱼类。其多生活于中上层水域。该物种的模式产地在塞舌尔群岛。

## 分布范围
本魚分布於印度太平洋區，包括東非、塞席爾群島、馬爾地夫、可可群島、安達曼海、印度、馬來西亞、越南、印尼、巴布亞紐幾內亞、泰國、菲律賓、臺灣、中國大陸、澳洲、汶萊、斐濟、庫克群島、馬里亞納群島、新喀里多尼亞、密克羅尼西亞、帛琉、索羅門群島、東加、萬那杜、美屬薩摩亞、法屬玻里尼西亞等海域。

## 生活深度
水深1至30公尺。

## 形态特徵
本魚體修長纖細，稍側扁，下頷長而尖細、上頷短且呈三角形，顏色為黑色。體背部為淺灰藍色，腹部銀白色，體被圓鱗，光線照射時有銀色反光，側線明顯。尾鰭呈叉形，背鰭與臀鰭皆靠近尾柄，胸鰭及腹鰭短小。背鰭軟條14至16枚；臀鰭軟條14至16枚；脊椎骨56至60枚，體長可達29公分。

## 生態关系
本魚沿岸礁石、潟湖等清澈淺水域，屬肉食性，常成群巡游獵食。

## 經濟利用
食用魚，處理時需注意尖銳的喙部，適合油煎或燒烤。